# حدود المراقبة
حدود المراقبة وتعرف أيضًا باسم حدود العملية الطبيعية هي خطوط أفقية يتم رسمها على الرسم البياني للمراقبة في مراقبة العملية الإحصائية، وعادة ما يكون على مسافة ±3 من الانحرافات المعيارية الخاصة بـالإحصائيات المرسومة من متوسط القيمة الإحصائية.
يجب أن لايتم الخلط بين حدود المراقبة مع حدود التسامح أو المواصفات، والتي تعد مستقلة تمامًا عن توزيع العينة الإحصائية المرسومة. تصف حدود المراقبة ما العملية القادرة على الإنتاج (يشار إليها أحيانًا على أنها "صوت العملية")، بينما تصف حدود التسامح والمواصفات كيفية إنتاج المنتج لتلبية توقعات العملاء (يشار إليها "صوت العميل").

## الاستخدام
تستخدم حدود المراقبة للكشف عن الإشارات في بيانات العملية التي تشير إلى أن العملية ليست مراقبة ولذلك فإن تشغيلها غير متوقع. ويتم تحديد الإشارة على أنها أي نقطة إشارة خارج حدود المراقبة. وتعد العملية أيضًا خارج نطاق المراقبة إذا كان هنا سبع نقاط متتالية، لا تزال داخل حدود الرقابة ولكن من جانب إشارة واحدة لمتوسط القيمة.
وفيما يتعلق بإحصائيات التوزيع الاحتمالي الطبيعي، يقع المجال بين قوسين من حدود المراقبة التي ستحتوي في المتوسط على 99.73% من جميع نقاط الرسمة على المخطط البياني، طالما أن العملية لا تزال في المراقبة الإحصائية. إذًا من المتوقع أن لا يقل معدل الكشف الكاذب عن 0.27%.